# Araneus marmoreus
Araneus marmoreus, comumente chamada de orbweaver marmorizada, é uma espécie de aranha pertencente à família Araneidae . Às vezes também é chamada de aranha abóbora devido à semelhança do abdômen inflado da fêmea com uma abóbora laranja. Tem uma distribuição holártica .

## Taxonomia
Araneus marmoreus foi descrito pela primeira vez por Carl Alexander Clerck em 1757. Na mesma obra, ele  descreveu também Araneus Pyramidatus , hoje considerado sinônimo de A. marmoreus .

## Descrição
Duas formas principais desta espécie são conhecidas. A variedade indicada tem abdômen laranja com marmoreio preto ou marrom, enquanto a var. Pyramidatus é muito mais pálido, às vezes quase branco, com uma única mancha escura na parte posterior do abdômen. A variedade indicada é encontrada em toda a distribuição da espécie, enquanto var. Pyramidatus é mais comum encontrado na Europa, onde as duas variedades raramente são encontradas juntas. Embora a forma piramidato seja incomum na América do Norte, esse padrão pode ser visto na parte norte dos Estados Unidos e no Canadá . A fêmea tem um comprimento de corpo (excluindo pernas) de até 18 mm, enquanto o macho é bem menor, com 9 milímetros.

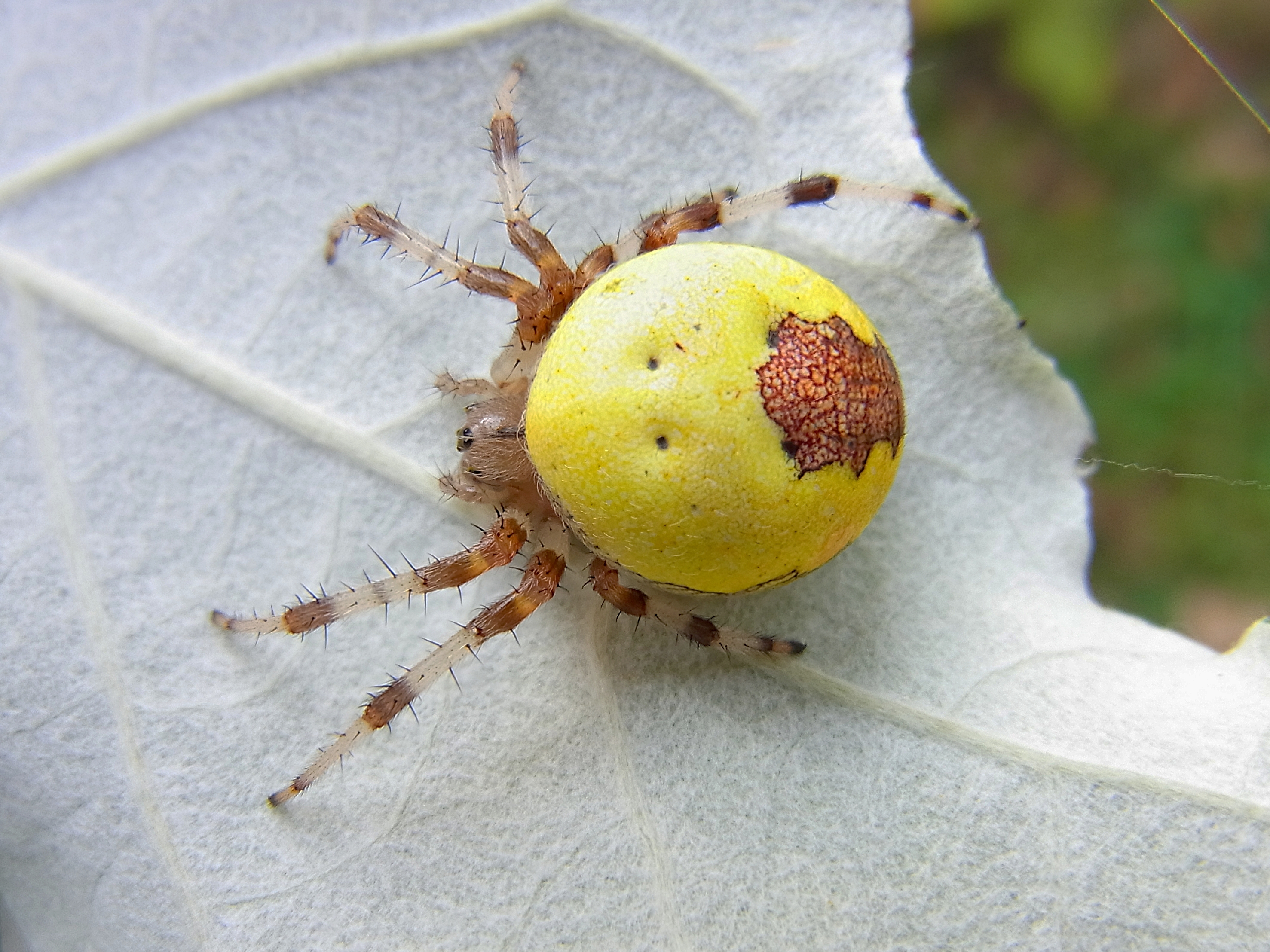
Fêmea da var. piramidato

As fêmeas adultas de orbweavers marmorizadas têm de 9 a 20 milímetros de comprimento e abdômens subesféricos ovais muito grandes. A forma de cor mais comum é um abdômen laranja com manchas marrons a pretas. No entanto, esta espécie apresenta uma ampla gama de colorações e padrões de folium. O abdômen pode ser amarelo claro, branco, preto/marrom e vermelho. O cefalotórax é comumente amarelo a laranja queimado com uma linha central escura e linhas escuras em ambos os lados. Os fêmures são geralmente vermelhos com faixas pretas e brancas começando na tíbia, metatarso e tarso. As pernas podem, em vez disso, ter um padrão de faixas marrom claro. O ventre possui uma faixa preta delimitada por colchetes brancos.
Os casulos de ovos, que contêm várias centenas de ovos, são geralmente depositados em outubro e são feitos de seda branca formada em uma esfera achatada. Aranhas imaturas emergem dos casulos na primavera. Os adultos são vistos desde o meio do verão até a primeira geada forte do outono.

### Teias
As teias são encontradas em árvores, arbustos e ervas daninhas altas, e em gramíneas em ambientes úmidos e arborizados, e podem frequentemente ser encontradas ao longo das margens dos riachos. As teias são orientadas verticalmente e possuem um fio de "sinalização" preso ao centro que avisa a aranha quando a presa é capturada. Ao contrário das aranhas de jardim Argiope, Araneus marmoreus se esconde em um retiro sedoso na lateral da teia (no final do fio de sinalização). A retirada pode ser feita a partir de folhas dobradas e unidas com seda, apenas seda, ou sob folhas e outros detritos.

## Distribuição
Araneus marmoreus tem distribuição holártica, sendo encontrado desde a América do Norte, passando pela Europa até o Japão.  Na América do Norte, é encontrado em todo o Canadá até o Alasca, no norte das Montanhas Rochosas, de Dakota do Norte ao Texas, e depois a leste até o Atlântico.